# Yumo Mikyö Dorje
| Tibetische Bezeichnung                         |
| ---------------------------------------------- |
| Tibetische Schrift: ཡུ་མོ་མི་བསྐྱོད་རྡོ་རྗེ་             |
| Wylie-Transliteration: yu mo mi bskyod rdo rje |
| Andere Schreibweisen: Yumo Mikyo Dorje         |

Yumo Mikyö Dorje (tib. yu mo mi bskyod rdo rje; geb. 12. Jahrhundert) war ein wichtiger Kalachakra-Meister und Shentong (gzhan stong)-Autor, einer Lehre zur Leerheit (Shunyata). Er gilt als der Begründer der Jonang-Tradition (jo nang pa) des tibetischen Buddhismus und war ein Linienhalter der Jonangpa-Kalachakra-Übertragungslinie. Er war ein Schüler des Kaschmiri Pandit Somanātha.
Sein Hauptschüler Dharmeshvara oder Chökyi Wangchug (chos kyi dbang phyug) führte die Übertragungslinie fort.
Auch Künpang Thugje Tsöndrü (kun spangs thugs rje brtson 'grus; 1243–1313), der Gründer des Jonang-Klosters, gehörte dieser Übertragungslinie an.